# Edward Lee Thorndike
Edward Lee Thorndike (n. 31 august 1874, Williamsburg⁠(d), Massachusetts, SUA – d. 9 august 1949, Montrose⁠(d), Cortlandt⁠(d), New York, SUA) a fost un psiholog american care și-a petrecut întreaga carieră la Teachers College, Columbia University. Lucrările sale privind comportamentele animalelor și a procesului de învățare au condus la teoria conecționismului și au ajutat la punerea bazelor psihologiei educaționale moderne.
Timp de aproape o jumătate de secol, in ciuda multor atacuri și a numeroșilor rivali, o singură teorie asupra invățării a dominat întreaga Americă. Este vorba de teoria emisă de Edward Lee Thorndike (1874 - 1949), prezentată pentru prima oară în lucrarea sa "Inteligența animală" (1898).Importanța acestei lucrări a fost subliniată cu competență de Tolman: "Psihologia invățării la animale - fără s-o mai menționăm pe cea a învățării la copii - continua să rămână o problemă de acord ori dezacord cu Thorndike sau de încercare minoră pentru a o îmbunătăți. Psihologii gestaltiști, psihologii din grupul reflexului condiționat ori cei din grupul sign gestalt - toți, intr-un fel sau altul, au ca punct de plecare pe Torndike" (Tolman 1938, pg.11).
Baza învățării acceptată de Thorndike in primele sale scrieri a fost conexiunea între impresia asupra simțurilor și impulsul spre acțiune. O astfel de asociație a devenit cunoscută ca o "legătură" sau ca o "conexiune". Aceasta, pentru că în procesul dezvoltării ori dispariției deprinderilor, o asemenea legătură va trebui intărită ori respectiv slăbită. Sistemul lui Thorndike a fost numit "psihologia legăturilor" ("bond" psychology) sau "conexionism". Astfel, aceasta reprezintă teoria stimul-raspuns sau teoria psihologică a învățării S - R.
Deși mai multe versiuni ale psihologiei recente de tipul S - R au redus importanța interpretării dată de Thorndike, nu trebuie să considerăm ca opiniile sale interesează numai din punct de vedere istoric, pentru că ele continuă să influențeze multe cercetări recente. Aproape la un sfert de secol după ce Tolman a stabilit cele menționate, Postman, un alt specialist activ în domeniul invățării, a emis cele ce urmează: "Schema procesului învățării făcută de Thorndike cu mai mult de cincizeci de ani în urmă este încă mult menționată în cărți. Nici o teorie asupra învățării nu-și poate permite să ignore moștenirea pe care ne-a lăsat-o Thorndike (Postman, 1962, pg. 397).